# Sitting Bull (Oglala)
Sitting Bull (englisch, deutsch: Sitzender Stier; Lakota: Tȟatȟáŋka Híyotake - Kommender und sich setzender Büffelstier; tȟatȟáŋka = Büffelstier; híyotakA = hergekommen sein und sich setzen; in historischer Schreibweise Tah-ton-kah-he-yo-ta-kah; * um 1840; † 16. Dezember 1876) war ein Häuptling der Oglala-Lakota. Er war auch als „Sitting Bull the Good“ oder „Sitting Bull of the South“ bekannt.

## Fort Laramie-Vertrag 1868

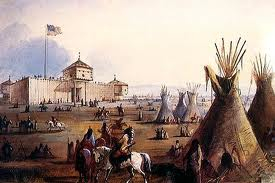
Wágluȟe-Dorf von Old Chief Smoke bei Fort Laramie, 1868

Als Angehöriger der Loafer-Band (Wágluȟe) der Oglala hielt sich Sitting Bull um 1868 viel im Gebiet um Fort Laramie auf. Als entschiedener Befürworter der Friedenspolitik verhielt er sich gegenüber den Weißen immer freundlich. Er beteiligte sich an der Unterzeichnung des Vertrages von Fort Larmie 1868, in dem es heißt: „Tah-ton-kah-he-yo-ta-kah, his x mark, Sitting Bull.“ („Tah-ton-kah-he-yo-ta-kah, sein X-Zeichen, Sitting Bull.“)

## Fahnenmast-Konflikt und Besuch in Washington
1874 ließ der Agent der Red Cloud Agency einen Fahnenmast auf dem zentralen Platz der Agentur errichten. Durch das Hissen der amerikanischen Flagge sollte der Herrschaftsanspruch über das Reservationsgebiet bekräftigt werden. Red Cloud ließ den Mast fällen, jedoch wurden Soldaten, die dies verhindern wollten, von Oglala eingekreist und bedroht. Sitting Bull eilte diesen Männern zu Hilfe. Er beruhigte die Lakota und löste die Zusammenrottung auf.

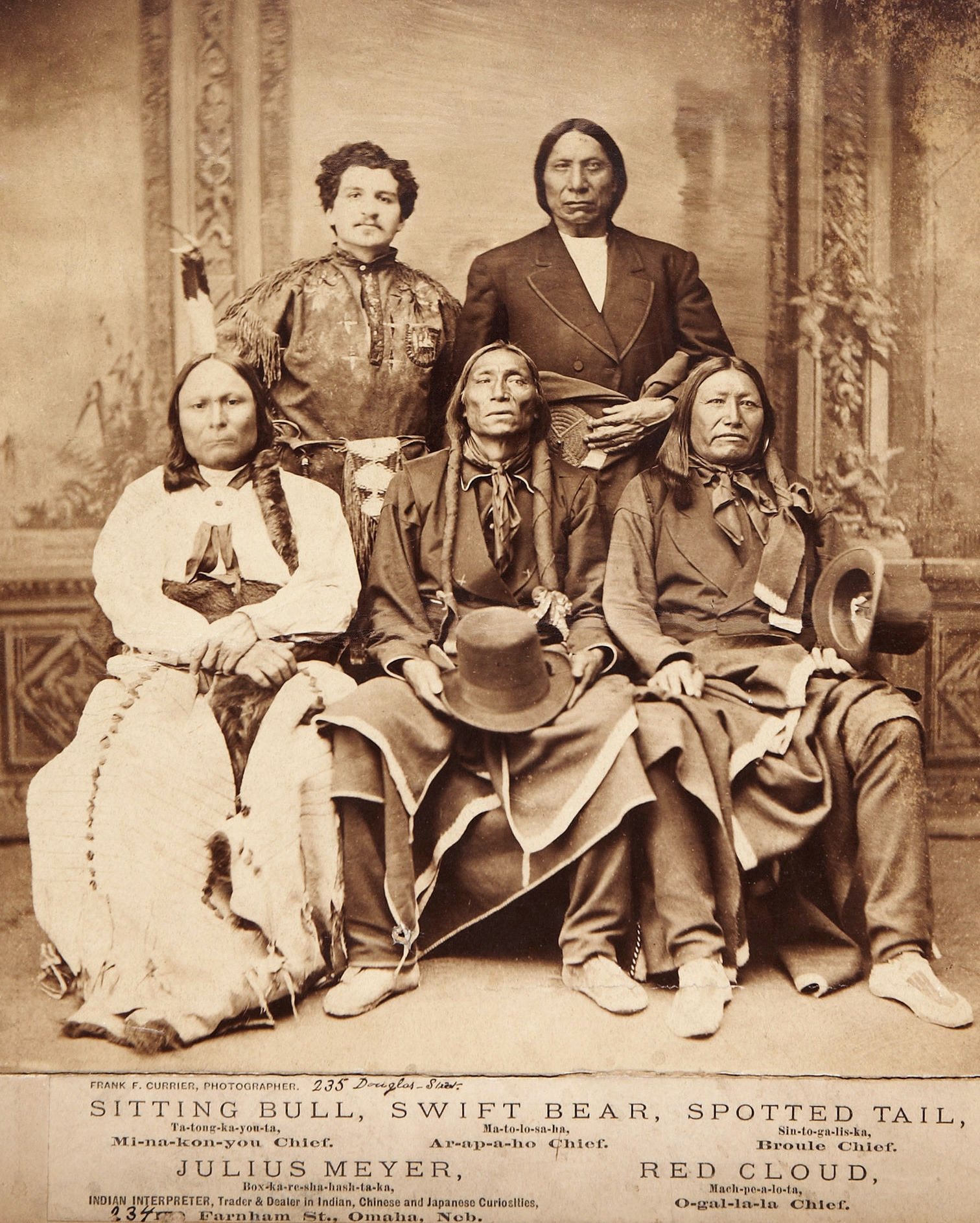
Lakota-Delegation in Washington, 1875, (von links nach rechts) stehend: Julius Meyer und Red Cloud; sitzend: Sitting Bull, Swift Bear und Spotted Tail.

Im Januar 1907 teilte William Garnett, offizieller Halbblut-Übersetzer von Pine Ridge, Eli S. Ricker mit, dass der Fahnenmast-Zwischenfall oder -Konflikt nicht von den Oglala, sondern von der Wažáže-Band unter ihrem Anführer Red Leaf (Brulé-Lakota) ausgegangen war. Diese Brulé hatten damals auf der Pine Ridge Reservation gelebt, um dem autokratischen Führungsverhalten Spotted Tails zu entgehen.
Als Mitglied einer Lakota-Delegation besuchte Sitting Bull 1875 Washington. Hier erinnerte sich die amerikanische Regierung an den „Flagpole“-Vorfall und belohnte den Oglala mit einem wertvollen Winchester-Repetiergewehr.

## Tod
Nach der Schlacht am Little Bighorn, an der er selbst nicht teilnahm, wurde Sitting Bull mit einer Truppe Lakota ausgeschickt, um Crazy Horses Lager zu finden und diesen zur Kapitulation zu bewegen. Crazy Horse war nicht abgeneigt und sandte Sitting Bull zu General Miles, um die Kapitulationsbedingungen zu erörtern. Als sich die Sitting-Bull-Truppe am 16. Dezember 1876 Miles’ Camp in Montana näherte, wurde sie von Miles’ Crow-Scouts angegriffen. Fünf Oglala-Lakota wurden getötet, darunter Sitting Bull the Good.